# 8358 Rickblakley
8358 Rickblakley (1989 VN5) là một tiểu hành tinh vành đai chính được phát hiện ngày 4 tháng 11 năm 1989 bởi C. S. Shoemaker và D. H. Levy ở Palomar.